# Стив Наш
Стивън Джон Наш (на английски: Stephen John Nash), известен като Стив Наш, е канадски професионален  баскетболен играч и треньор. Той играе 18 сезона в НБА, където осем пъти играе в Мача на звездите. Неш е два пъти най-полезен играч на НБА, докато играе за „Финикс Сънс“. Главен треньор на „Бруклин Нетс“ от НБА.

## Биография
Роден е на 7 февруари 1974 г. в Йоханесбург, ЮАР, но след две години семейството му се премества в Канада. Семейството му е силно свързано със спорта. Той израства, играейки няколко спорта, и след успешна баскетболна кариера в гимназията в Британска Колумбия получава стипендия за университета Санта Клара в Калифорния. В четирите си сезона с университетския отбор участва в три турнира на NCAA и два пъти е обявен за играч на годината на Западната крайбрежна конференция (WCC). Наш завършва Санта Клара като лидер на отбора за всички времена по асистенции.
Стив Наш е един от най-добрите гардове в историята на НБА. Избран е с 15-ия общ избор в драфта на НБА през 1996 г. от „Финикс Сънс“. От 1998 г. играе за отбора от НБА „Далас Маверикс“, където през следващите 6 години заедно с Дирк Новицки формира един от най-добрите офанзивни тандеми на асоциацията. Преди началото на сезон 2004/2005, Стив Наш се завръща във „Финикс Сънс“. Докато играе за този отбор, Наш е обявен за най-ценен играч на НБА два пъти през сезоните 2004/2005 и 2005/2006, също така е избран в първия отбор на звездите на НБА три пъти (2004/2005, 2005/2006 и 2006/2007) и във втория отбор на звездите на НБА (2007/20-08, 2009-2010). По време на престоя си във „Финикс Сънс“ под ръководството на старши треньора Майк Д'Антони, Наш се утвърждава като универсален гард, който може да бъде истински лидер за отбора. Този период спокойно може да се нарече един от най-добрите в историята на отбора на „Финикс Сънс“, който редовно стига до плейофите.
На Турнира на Америка през 1999 г. Наш като капитан на националния отбор води Канада до сребърен медал, класирайки отбора за  Олимпийските игри в Сидни, Австралия, за първи път от 12 години; той е обявен за MVP на турнира. Като капитан на отбор на олимпиадата го води до първо място в групата им с победа над Испания и зашеметяваща победа с 83–75 над фаворита Югославия, когато отбеляза 26 точки с осем борби и осем асистенции. Канада отпада на четвъртфиналите със загуба от пет точки от Франция, но след победа над Русия се класира на 7 място, а Наш става звезда в Канада. Капитан е на отбора в квалификациите за Олимпийските игри в Атина през 2004 г.